# Asus Eee PC

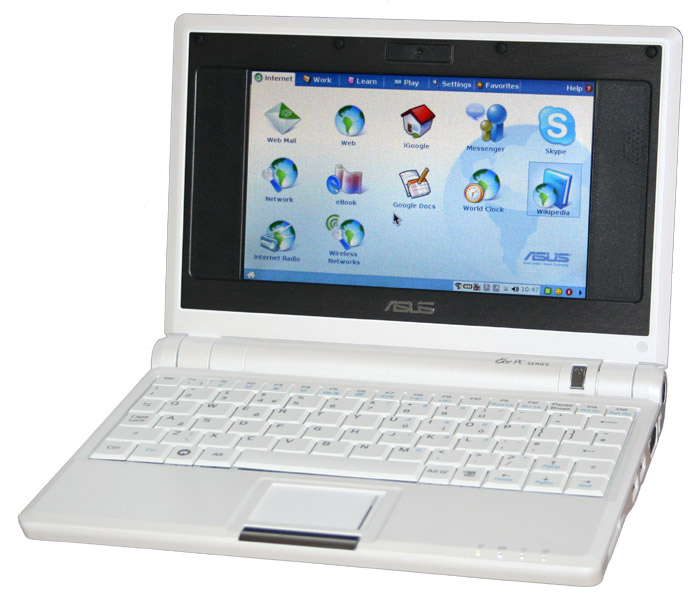
Eee PC de la ASUS

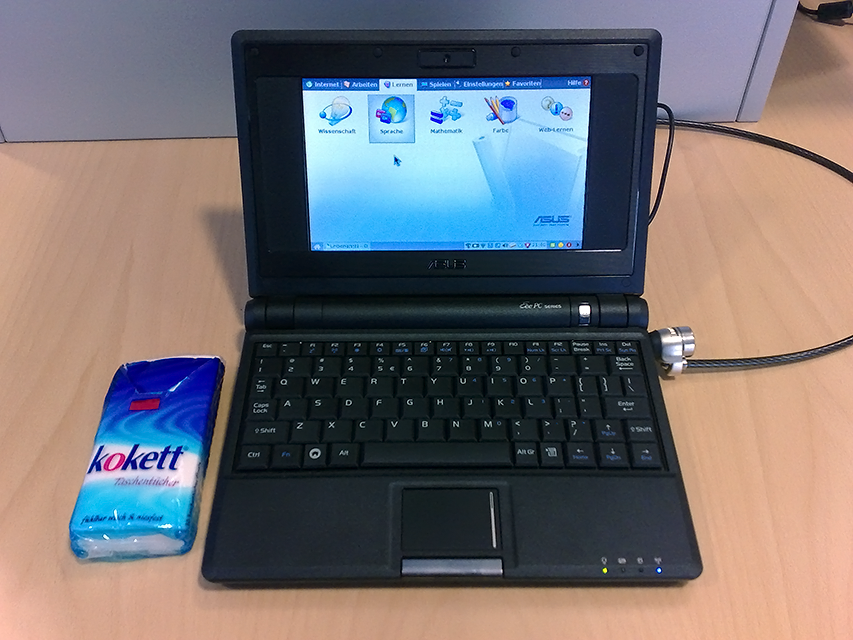
Mărimea comparată între Eee PC şi un pachet de şerveţele

Eee PC, pronunțat /i: pi: si:/ (v. AFI), este un computer personal de tip constructiv Netbook construit de compania Asus. Cei trei „E“ sunt sloganul companiei: „Easy to Learn, Easy to Work, Easy to Play” (ușor de învățat (cu el), ușor de lucrat, ușor de jucat).

## Istoric

### Seria Eee 700
Primul model a fost Eee PC 700, un subnotebook, cu diagonala de 17,8 cm (7 țoli) și o rezoluție de 800 x 480 pixeli, într-o ofertă foarte convenabilă. Asus prezenta două modele Eee PC la târgul expozițional anual de computere COMPUTEX Taipei 2007: Eee PC 701 și Eee PC 1001. Eee PC 701, bazat pe modelul Eee PC 4G, a fost pus în vânzare la 16 octombrie 2007 în Taiwan, urmând SUA la începutul lunii noiembrie iar la jumătatea aceleiași luni în Marea Britanie. În Germania și Austria vânzarea a început la 24 ianuarie 2008.

### Seria Eee 900

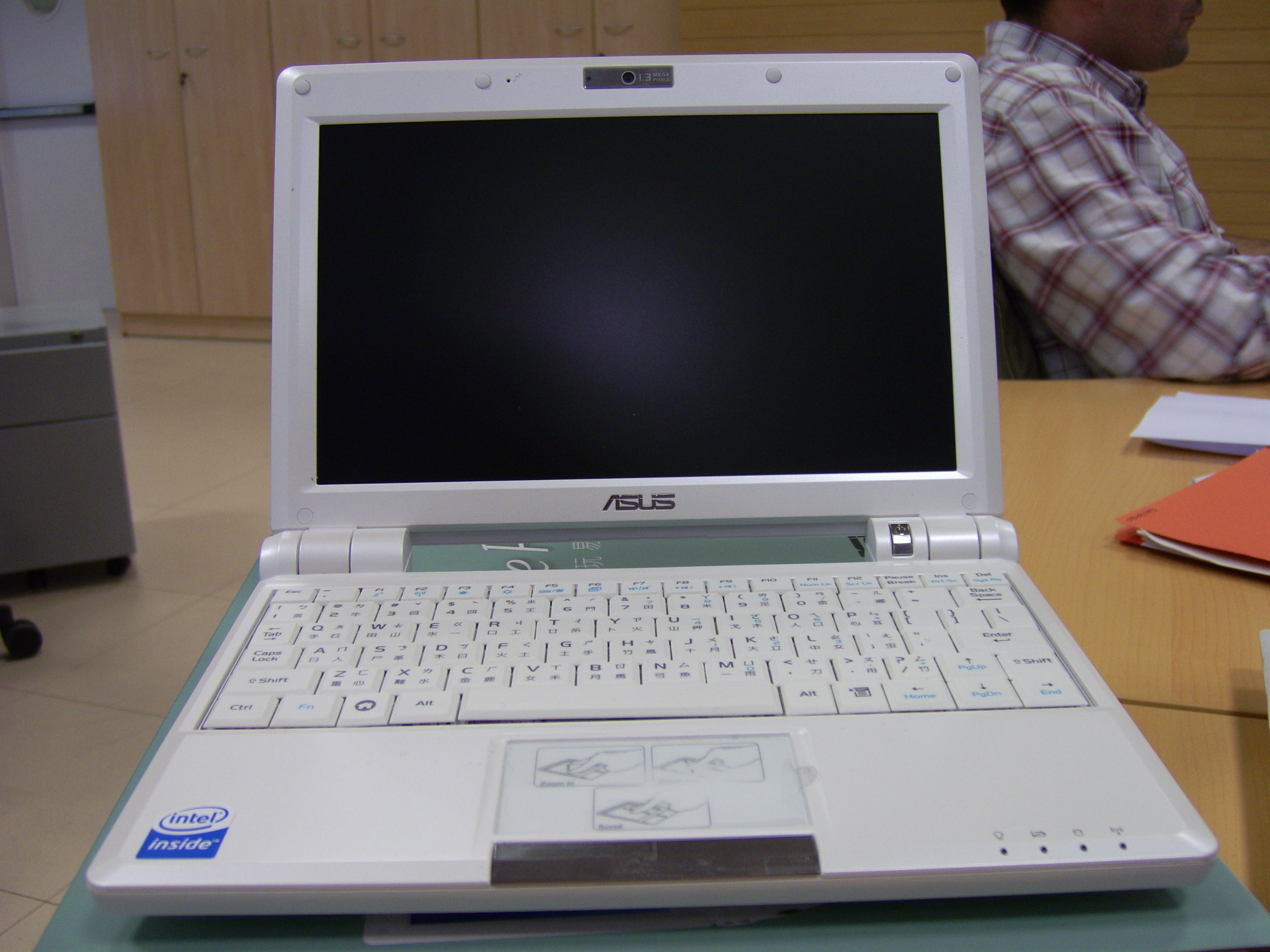
Eee din seria 900, în alb

Seria Eee 900 a fost lansată oficial la 16 aprilie 2008 în Hong-Kong la prețul de 513 USD și în Regatul Unit la 1 mai 2008 pentru 329 lire sterline (aproximativ  410 € sau 650 $ inclusiv TVA). Sistemul a fost lansat în USA la 12 mai 2008 pentru 549 USD.

### Seria Eee 1000
La târgul internațional COMPUTEX Taipei Asus a prezentat două modele Eee PC cu diagonala ecranului de 25,4 cm (10 țoli).

### Seria EEE 1001PX
Primul model rulează cu Windows XP, are 160 GB spațiu de stocare, un acumulator cu 3 celule pentru o autonomie de 5 ore și costă cca 240 euro. Cel de-al doilea rulează cu Windows 7, are 250 GB spațiu de stocare, un acumulator cu 6 celule pentru o autonomie de 9 ore, procesor Intel Atom N450 1,6 GHZ, 1 GB de memorie RAM, ecran de 25,7 cm (10,1 țoli) cu rezoluția de 1.024 x 600 pixeli, conexiune 10-100BT Ethernet și Wi-Fi 802.11 b/g, greutate de 1,27 kg și carcasă din fibră de carbon.

### Seria EEE 1005N
Ca dotări se numără un procesor Intel Atom N280 1,66 GHz, 1 GB de RAM, un disc dur de 160 GB, placă video Intel GMA 950,  un acumulator cu 6 celule și un ecran de 10,1 țoli și rezoluția 1.024 x 600 de pixeli.

### Seria EEE 1215N
Este dotat cu un procesor Intel Atom D525 tactat la 1,8 GHz, placă video Intel GMA 3150,
2 GB de memorie RAM, ecran de 30,8 cm (12,1 țoli), un disc dur de 250 GB și rețea Wi-Fi 802.11n.